# Stenobrium angusticeps
Stenobrium angusticeps là một loài bọ cánh cứng trong họ Cerambycidae.